# Shon Weissman
Shon Zalman Weissman (Hebreeuws: שון זלמן וייסמן) (Haifa, 14 februari 1996) is een Israëlisch voetballer die doorgaans als aanvaller speelt. Hij verruilde Wolfsberger AC in augustus 2020 voor Real Valladolid. Weissman debuteerde in 2019 in het Israëlisch voetbalelftal.

## Spelerscarrière
Weissman speelde in de jeugd voor Maccabi Haifa. In januari 2014 debuteerde hij voor deze club in het profvoetbal in een wedstrijd tegen Hapoel Beër Sjeva. Tot het einde van het seizoen kwam hij tot tien optredens. Er was echter weinig uitzicht op meer speeltijd, waardoor Weissman voor een seizoen verhuurd werd aan Hapoel Akko. De verhuur werd na een halfjaar echter stopgezet, nadat Weissman in achttien duels geen doelpunten had gemaakt. In de zomer van 2016 ging Weissman op huurbasis naar Maccabi Netanja, uitkomend in de Liga Leumit, het tweede Israëlische niveau. Hier kende hij een succesvoller seizoen en was hij met 12 doelpunten een belangrijke kracht in het team dat kampioen werd en daarmee promotie naar het hoogste Israëlische niveau veiligstelde.
Na het betere seizoen bleef Weissman in eerste instantie deel uitmaken van de kern van Maccabi Haifa, maar op 5 september 2017 werd hij opnieuw verhuurd, ditmaal aan Hapoel Ironi Kiryat Shmona. Na deze verhuurperiode speelde Weissman nog een seizoen bij Maccabi Haifa, voordat op 20 juni 2019 bekend werd gemaakt dat hij transfervrij werd aangetrokken door het Oostenrijkse Wolfsberger AC. Op 1 juli 2019 ging zijn tweejarig contract bij de Oostenrijkers in. Wolfsberger AC debuteerde dat seizoen in Europa, en in de Europa Leaguewedstrijd tegen Borussia Mönchengladbach (4–0 winst) maakte Weissman de eerste Europese goal voor de club ooit. Weissman kende een sterk seizoen in Wolfsberg en werd met 30 doelpunten, waaronder vier in één wedstrijd tegen SV Mattersburg, topscorer van de Oostenrijkse Bundesliga.
Op 31 augustus 2020 tekende Weissman een vierjarig contract bij Real Valladolid, dat een clubrecord van €4.000.000,- voor hem betaalde. Met de club degradeerde hij aan het eind van het seizoen 2020/21 uit de Primera División. Weissman scoorde dat seizoen in de Primera zes keer in 32 duels.
leerde op 9 september 2019 in het Israëlisch voetbalelftal in een met 3–2 verloren EK-kwalificatieduel in en tegen Slovenië. Hij begon in de basis en werd in de 61ste minuut vervangen door Moanes Dabour. Op 4 september 2021, in zijn zestiende interland, maakte Weissman zijn eerste treffer voor de nationale ploeg. Hij maakte die dag de 4–2 in een uiteindelijk met 5–2 gewonnen WK-kwalificatieduel tegen Oostenrijk.

## Interlandcarrière

### Erelijst
Maccabi Netanja
- Liga Leumit

2016/17
Individueel
- Topscorer Bundesliga (Oostenrijk)

2019/20 (30 doelpunten)